# Morgan Stanley
Morgan Stanley (NYSE: MS) é uma empresa global de serviços financeiros sediada em Nova York. O Morgan Stanley opera em 42 países e possui mais de 1300 escritórios e 65.000 funcionários. Em 2009, o Morgan Stanley fez uma joint-venture com o Citigroup, formando o Morgan Stanley Smith Barney, o maior banco de investimentos do mundo com 18.000 corretores de valores e ativos superiores a 1.7 trilhões de dólares.

## História
Devido às legislações criadas nos EUA em 1935 com o objetivo de conter a Grande Depressão, os bancos dos EUA foram obrigados a dividir suas operações entre "banco comercial" e "banco de investimentos". Como resposta, no mesmo ano, o banco  J.P. Morgan, decidiu manter suas operações como banco comercial, e através de Henry S. Morgan, neto do  J.P. Morgan, e Harold Stanley, foi fundado o Morgan Stanley para lidar com as operações relacionadas ao banco de investimentos.